# جوني فاميتشون
جوني فاميتشون (بالإنجليزية: Johnny Famechon)‏ مواليد 28 مارس 1945 في باريس، هو ملاكم أسترالي يصنف ضمن فئة وزن الريشة. حقق بطولة المجلس العالمي للملاكمة.

## إحصائيات
خاض خلال مسيرته 67 نزالا، فاز في 56 وتعادل في 6 وخسر في 5. فاز بالضربة القاضية في 20 نزالا.

## روابط خارجية
- جوني فاميتشون على موقع بوكس ريك (الإنجليزية) (registration required)
- جوني فاميتشون على موقع قاعة أستراليا للمشاهير الرياضية (الإنجليزية)